# David Warrilow
David Warrilow (Stone, 28 dicembre 1934 – Parigi, 17 agosto 1995) è stato un attore britannico conosciuto in particolar modo per aver recitato nelle opere di Samuel Beckett.